# Estação de Haydarpaşa
A Estação de Haydarpaşa (em turco: Haydarpaşa Garı) foi a principal estação ferroviária do lado asiático de Istambul, na Turquia. Antes do seu encerramento, oficialmente temporário, em fevereiro de 2012, foi a estação mais movimentada do país e do Médio Oriente, além de uma das mais movimentadas da Europa do Leste. Situa-se no bairro homónimo, parte do distrito de Kadıköy, à beira do mar de Mármara.
Era o terminal ocidental da Linha Principal Istambul-Ancara e do antigo Caminho de Ferro de Bagdade, que ligava Istambul a Bagdade via Cónia, Adana e Alepo, então possessões do Império Otomano, e do Caminho de Ferro do Hejaz, que ligava Istambul a Medina via Damasco e Amã. As ligações ferroviárias entre as duas margens do Bósforo são asseguradas por ferryboats ferroviários que transportam carruagens entre Haydarpaşa, no lado asiático, e Sirkeci, no lado europeu.
A estação tem ligações com os autocarros urbanos do serviço municipal de transportes de Istambul (İETT) e com os ferryboats que ligam as margens do Bósforo e do mar de Mármara. O elétrico histórico de Moda encontra-se a alguns quarteirões de distância, a sul da estação. O edifício principal, reconstruído em 1909, é a sede do "Distrito 1" (1. Bölge) dos Caminhos de Ferro da República da Turquia (TCDD), a empresa ferroviária estatal da Turquia. No entanto, foi danificada por um incêndio em 2010, e desativada temporariamente em fevereiro de 2012 para substituição da sua ferrovia por outra de alta velocidade. O seu futuro uso ainda está em estudo. De qualquer forma, a estação permanece como um dos ícones de Istambul.

## História

### Era otomana (1872-1922)
Em 1871, Istambul, a capital e maior cidade do Império Otomano, não tinha ligações ferroviárias, o que levou o sultão Abdulazize a ordenar a construção de uma linha ferroviária entre Haydarpaşa e Esmirna, a maior cidade da Anatólia. A primeira estação de Haydarpaşa foi construída em 1872, quando a linha chegou a Gebze. Em 1888, a companhia Chemins de Fer Ottomans d'Anatolie (CFOA; em turco: Osmanlı Anadolu Demiryolları; "Caminhos de Ferro Otomanos da Anatólia") passou a gerir a estação e a linha. Como a estação se encontra junto ao Bósforo, os comboios de mercadorias eram descarregados em Haydarpaşa e a sua carga transferida para navios. O primeiro serviço regular de passageiros em Haydarpaşa teve início em 1890, quando foi inaugurada uma ligação diária entre Haydarpaşa e Esmirna. Em 1892, a CFOA construiu uma linha para Ancara e pouco tempo depois esta cidade passou a estar ligada por um comboio diário a Istambul.

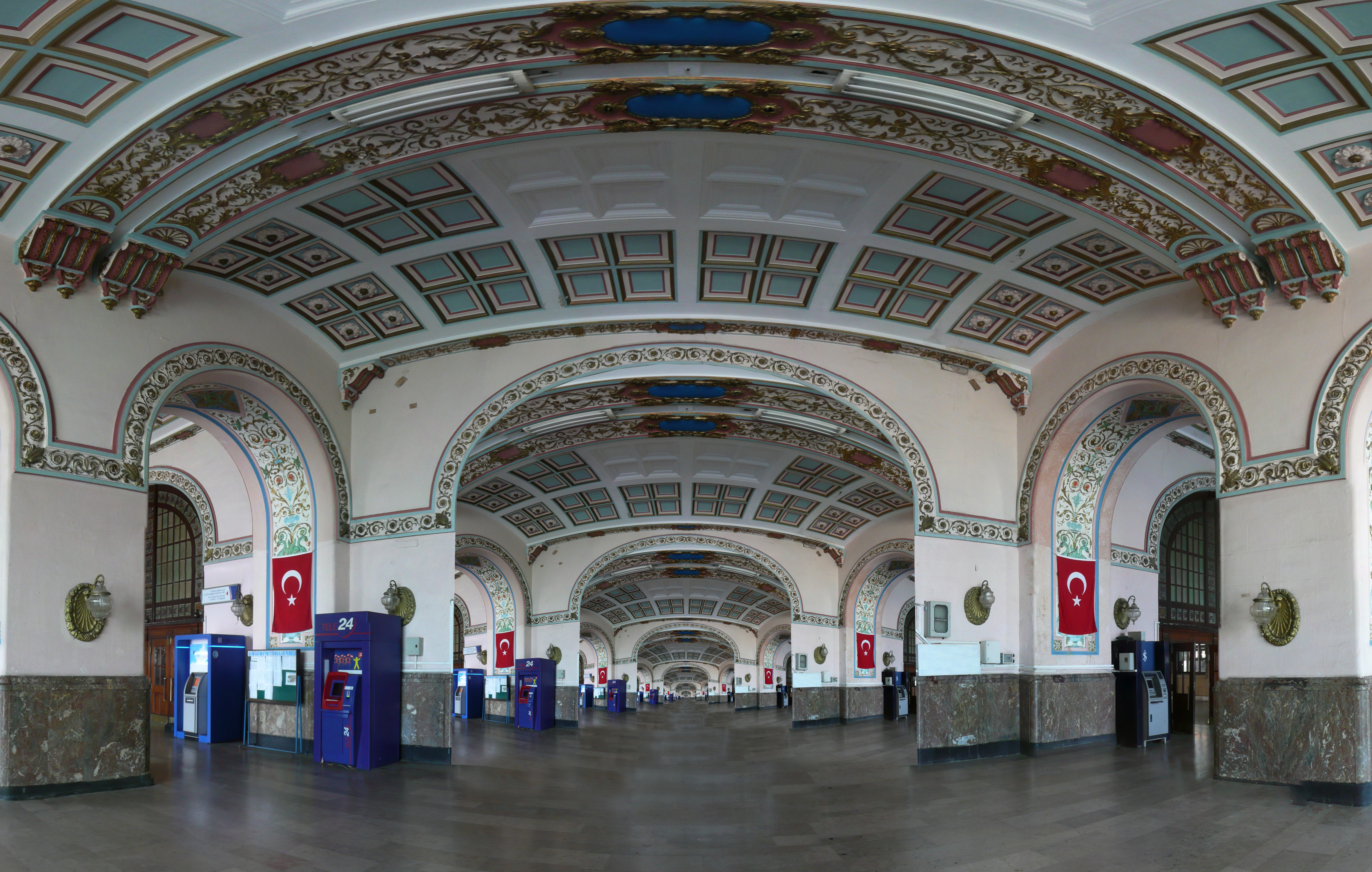
Panorâmica do interior da estação

Em 1904, Haydarpaşa foi escolhida como terminal norte do Caminho de Ferro de Bagdade e do Caminho de Ferro do Hejaz. O aumento do tráfico levou à construção de uma estação maior. A CFOA contratou dois arquitetos alemães, Otto Ritter and Helmut Conu, para projetar um novo edifício. Estes desenharam uma estrutura classicista cujas obras foram iniciadas em 1906. As fundações são assentes em 1 100 estacas de madeira com 21 metros de comprimento, espetadas no terreno mole da beira-mar com martelos a vapor. A decoração da fachada foi obra de canteiros alemães e italianos. Os engenheiros e operários alemães que trabalharam nas obras da estação construíram um pequeno quarteirão em Kadıköy. A nova estação, com estética reminiscente dos grandes castelos românticos europeus, e construída em terrenos reclamados ao mar, foi inaugurada pelo sultão Abdulamide II.
Durante a Primeira Guerra Mundial, na qual o Império Otomano alinhou com as Potências Centrais, ao lado da Alemanha, muitas tropas usaram a estação para irem para as frentes de batalha. Em 1917 foi severamente danificada por um bombardeamento. Após o fim da guerra mundial, os Aliados vitoriosos ocuparam Istambul. As tropas do Império Britânico, a principal força de ocupação, usaram Haydarpaşa para enviar tropas para as frentes durante a Guerra de Independência Turca.

### Era republicana (1923-presente)

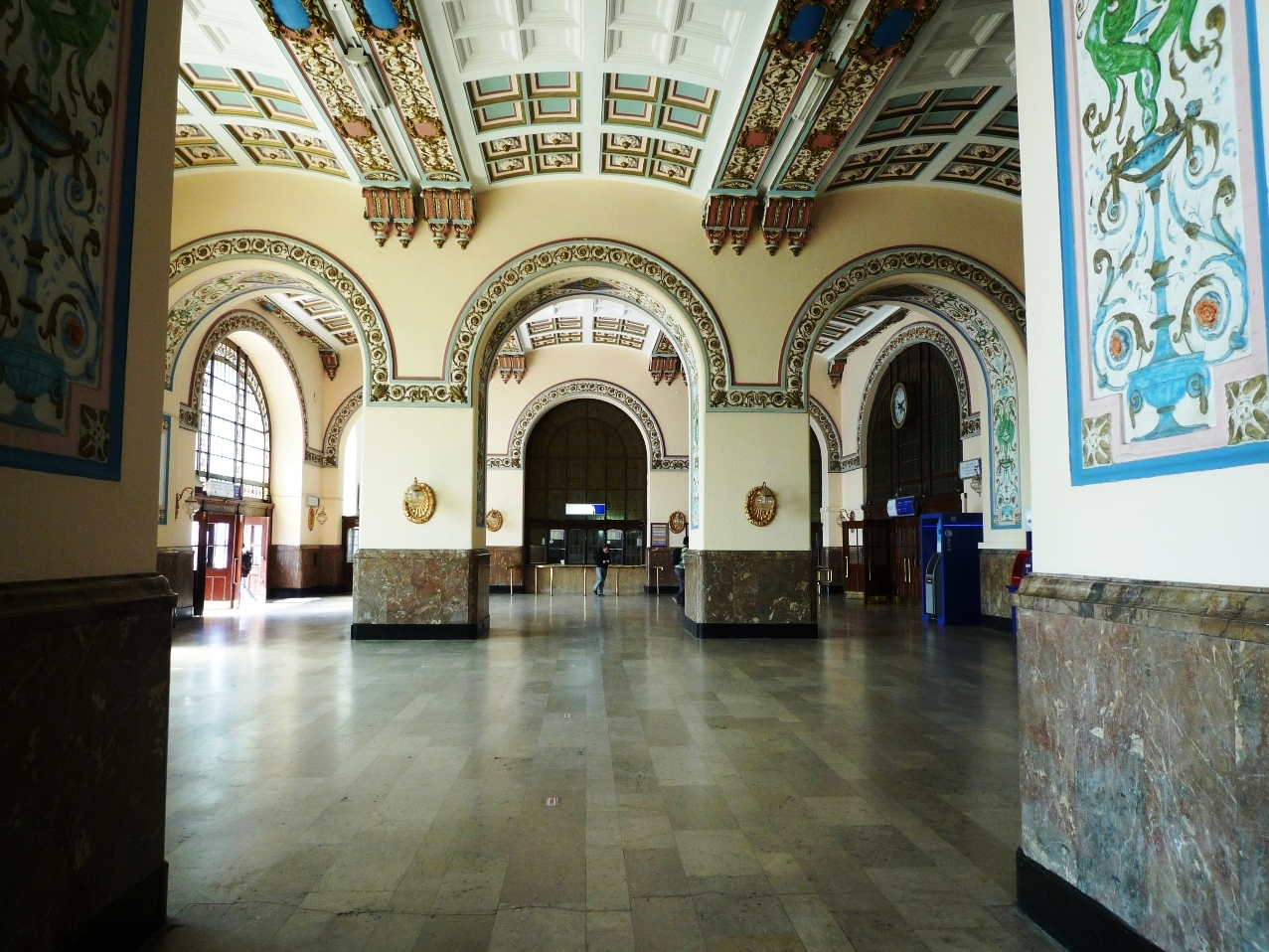
Interior da estação

A Guerra de Independência terminou oficialmente a 29 de outubro de 1923, data da proclamação da república, e as tropas aliadas que ocupavam Istambul desde 1918 abandonaram a cidade. A estação de Haydarpaşa continuou na posse da CFOA até 1927, quando a recém criada companhia de Caminhos de Ferro da Turquia tomou conta daquela empresa e da estação, numa tentativa de nacionalização de todos os caminhos de ferro turcos.
Em 1927 a Compagnie Internationale des Wagons-Lits inaugurou um serviço de comboio de luxo entre Haydarpaşa e Ancara, o Expresso da Anatólia (Anadolu Ekspresi), operado por comboios com oito carruagens cama e uma carruagem restaurante. Em 1938 entrou ao serviço o Expresso do Leste (Doğu Ekspresi), entre Haydarpaşa e Carse, no extremo leste da Anatólia, a 1 994 km de distância. Em 1940 foi inaugurado Expresso do Tauro (Toros Ekspresi), entre Haydarpaşa, Damasco e Bagdade (2 566 km). Em 1965 entrou em serviço o Expresso Trans-Ásia (Trans-Asya Ekspresi), entre Haydarpaşa e Teerão  (3 059 km).
Em 1969, a linha suburbana entre Haydarpaşa e Gebze foi eletrificada com catenárias de 25 kV AC. Em 1979 um petroleiro em chamas provocou estragos no edifício da estação, a qual foi reparada alguns meses mais tarde.

### Século XXI e perspetivas para o futuro
A 28 de novembro de 2010, um fogo causado por descuidos durante obras de restauro destruiu o telhado e o 4º andar da estação. O incêndio do edifício atraiu muita atenção, desencadeando um grande debate sobre o seu destino no futuro. Dividiram-se as opiniões sobre como seria feita a sua recuperação, alguns defendendo um restauro integral, outros uma renovação com elementos contemporâneos, e outros ainda desejavam que ele fosse destinado a outro uso. Embora em 2006 ele tivesse sido declarado "sítio de preservação urbana", fruto duma iniciativa que contou com a participação de entidades prestigiadas como a UNESCO, no ano seguinte a área onde ele se encontra foi entregue à Administração de Privatizações, que tem o poder de sobrepujar as decisões do Conselho do Património Histórico turco. Segundo o arquiteto Mete Kiyan, circularam rumores de que a antiga estação seria privatizada e transformada em um condomínio de luxo ou num shopping center, o que causou apreensão entre os ativistas da preservação do património histórico.

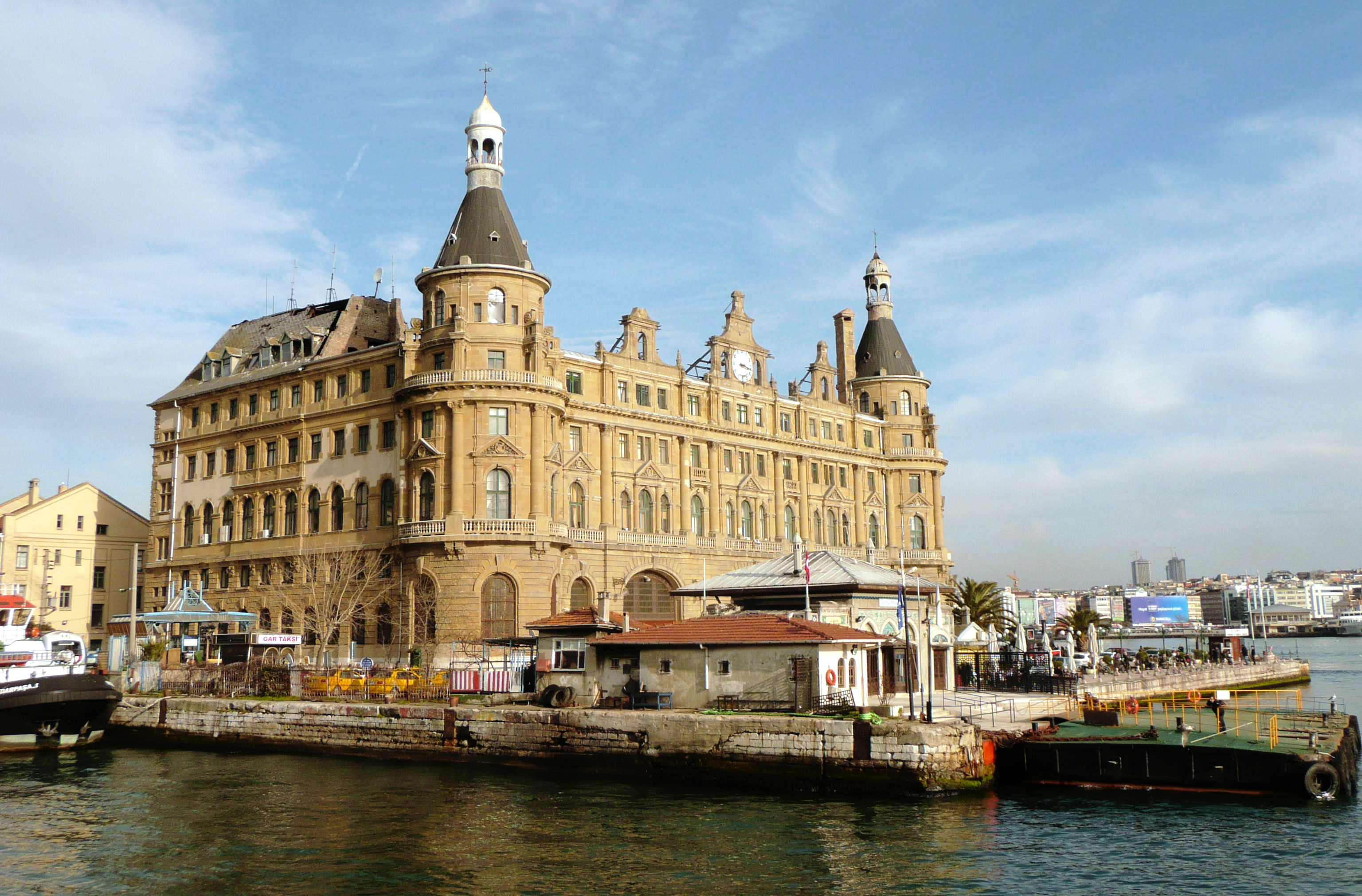
A estação e o cais adjacente vistos do mar de Mármara

Finalmente prevaleceu a ideia do seu restauro às condições originais. Contudo, o seu uso futuro ainda está indefinido. Em 31 de janeiro de 2012, a estação foi desativada temporariamente, oficialmente durante 30 meses, durante os quais deve ser finalizada a ligação ferroviária de alta velocidade entre Istambul e Ancara com a nova linha urbana Marmaray, que ligará as duas margens do Bósforo através de um túnel, além da área envolvente da estação ser reurbanizada.
A desativação suscitou novos protestos entre a população, que teme ver o edifício histórico adulterado nas suas características ou transformado em propriedade privada. Pela sua importância histórica e arquitetónica, há forte apoio da comunidade local para que o prédio seja mantido intacto e, se for o caso, adaptado para alguma outra atividade, desde que continue a ser um espaço aberto ao público. Pelos mesmos motivos, e pelas incertezas que ainda pairam sobre seu futuro, está na lista de observação do World Monuments Fund, uma organização internacional que luta pela preservação de sítios históricos. Dois dias depois do encerramento da estação, o prefeito de Istambul, Kadir Topbaş disse numa conferência de imprensa que é pouco provável que a o edifício volte a funcionar como estação e que o município tinha planos para incluir o edifício num projeto de desenvolvimento de larga escala que tem como objetivo incluir a estação e muitos dos edifícios à sua volta do estaleiro naval vizinho num complexo cultural e turístico com uma área de 15 000 m². Segundo esses planos, Haydarpaşa passaria a ser um centro cultural e de artes, com a possibilidade duma parte ser transformada num hotel.

## Características arquitetónicas

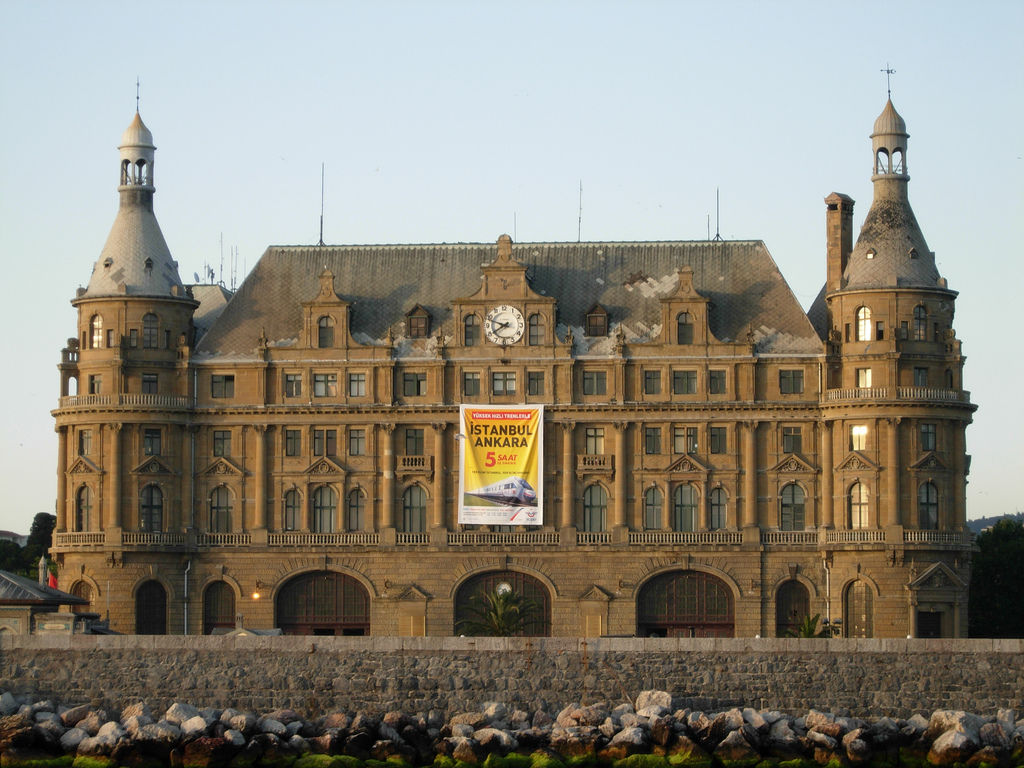
Vista frontal da fachada

O edifício, considerado "admirável" e "uma maravilha arquitetónica", é um dos ícones arquitetónicos da cidade. Tem um estilo eclético, um traço típico da corrente romântica alemã, recuperando elementos das tradições clássicas do ocidente e da arquitetura oriental, criando um conjunto que tem um aspecto de castelo romântico. A sua fachada segue principalmente o estilo do revivalismo neo-renascentista, e é similar a exemplos de estações europeias construídas mais ou menos na mesma época. A planta tem uma forma básica de U, envolvendo o terminal, com a ala oeste mais curta. Em cinco andares, possui uma área construída de 2 552 m². O material predominante é o tijolo, mas a fachada é revestida de arenito texturado, sendo dinamizada por pilastras, balcões, cornijas e detalhes decorativos barrocos. No seu centro ergue-se um frontispício onde está incluído um relógio. O telhado, de forte inclinação, é ladeado de torreões com coruchéus cónicos, e o interior tem rica decoração de pinturas, que desenham guirlandas e folhagens, além de exibir uma série de vitrais e escadarias de mármore. Vários dos seus espaços têm um teto abobadado.